# Heinrich Rubens
Heinrich Rubens (30 mars 1865 - 17 juillet 1922) est un physicien allemand. Il est professeur à Berlin dès 1896.
Rubens travaille sur le rayonnement électromagnétique, particulièrement dans l'infrarouge. Il prouve par l'expérience en 1900 que la loi du rayonnement de Wien ne s'applique pas pour les grandes longueurs d'onde. Il joue également un rôle direct dans la genèse de la théorie des quanta, en fournissant des résultats expérimentaux qui amènent Max Planck à mettre au point la première hypothèse quantique . Il est aussi à l'origine du tube de Rubens.
Il est un des représentants allemands au premier congrès Solvay de 1911.

## Biographie
Heinrich Rubens est le fils d'un joaillier originaire d’Amsterdam, établi à Francfort-sur-le-Main. Il effectue ses études secondaires dans un lycée professionnel de Francfort, l’École Wöhler, puis poursuit des études d'électrotechnique à l’Institut technique de Darmstadt (1884). Il s'oriente vers la physique, d'abord à l’Institut technique de Berlin (1885), puis au printemps 1886 à l'université Kaiser-Wilhelm de Strasbourg, où il suit particulièrement les cours d’August Kundt, précédemment enseignant à Berlin. Il soutient une thèse de doctorat consacrée aux « phénomènes de réflexion orientée dans les métaux » (Die selective Reflexion der Metalle) en 1889, à l’Université de Berlin. Il soutient sa thèse d’habilitation en 1892 à l'Université de Berlin et est reçu privat-docent de cet établissement.
En 1895, il est recruté comme professeur surnuméraire de Physique (1895) puis succède à Karl-Adolph Paalzow à la chaire de physique de l’Institut technique de Berlin-Charlottenbourg (1900). En 1903, il devient formateur à l’Académie du génie militaire de Berlin. Simultanément, il effectue l’essentiel de ses recherches expérimentales à l’Institut physico-technique impérial (analogue du Bureau des poids et mesures français), dans le laboratoire de Ferdinand Kurlbaum (de), dont il est l’un des plus proches collaborateurs. En 1906 il prend la succession de Paul Drude à la chaire de physique de l’Université de Berlin, et en tant que  Directeur de l’Institut de Physique de cet établissement. L’année suivante, il est élu membre de l’Académie royale des sciences de Prusse. En 1908, il est élu membre correspondant de l’Académie des sciences de Göttingen, et en 1918, membre correspondant de l’Académie bavaroise des sciences.